# Land (geografie)
Een land is een geografische regio, onderdeel van een werelddeel. Een land kan zowel het grondgebied van een soevereine staat, als van een niet-soevereine regio of natie met een eigen cultuur en tradities zijn, zoals Schotland, Aruba, Koerdistan, Baskenland of de Nederlanden. Een land wordt afgebakend door grenzen. Deze grenzen komen niet altijd overeen met die van staten. Een land heeft een eigen politieke, etnische of culturele identiteit, en een eigen vlag.
Het grootste land qua oppervlak is Rusland; het kleinste land is Vaticaanstad. Het grootste land qua aantal inwoners is India; het kleinste land qua inwoneraantal is Pitcairn.